# جائزة بوليتزر عن فئة كتابة الافتتاحيات
جائزة بوليتزر عن فئة كتابة الافتتاحيات (بالإنجليزية: Pulitzer Prize for Editorial Writing)‏ هي واحدة من أربعة عشر جائزة بوليتزر تقدمها سنويًا جامعة كولومبيا بنيويورك في الولايات المتحدة الأمريكية للصحافة. بدأ العمل بها رسميًا منذ عام 1917، وتُمنح للكتابة الافتتاحية المميزة ووضوح وسلاسة الأسلوب والغرض الأخلاقي والتفكير المنطقي والقدرة على التأثير على الرأي العام من حيث السير على النهج الصحيح، والتي تكون نُشرت خلال عام الجائزة. وبدءًا من عام 1980، بدأ الإعلان عن عملين آخرين دخلا التصفيات الأخيرة للجائزة، ليتم بذلك الإعلان عن الفائز إلى جانب أصحاب المركزين الآخرين.
تحظى هذه الجوائز، التي مولت في الأساس بمنحة من رائد الصحافة الأمريكي جوزيف بوليتزر بتقدير كبير. وتمنح جامعة كولومبيا الجوائز بتوصية من هيئة جوائز بوليتزر، المكونة من محكمين تعينهم الجامعة نفسها ويصل عدد الجوائز الممنوحة سنويًا إلى واحد وعشرين جائزة.

## وصلات خارجية
- الموقع الرسمي.
- الفائزين السابقين والمرشحين حسب الفئة.